# 大龙华乡
大龙华乡，是中华人民共和国河北省保定市易县下辖的一个乡镇级行政单位。

## 行政区划
大龙华乡下辖以下地区：
大龙华村、小龙华村、酸枣沟村、小寨村、马兰台村、东三里铺村、赵家沟村、刘家沟村、孟津岭村、马峪村、尧舜口村、河北村、野里店村、杨各庄村、龙塘村、鹁鸪岩村、小南头村和大南头村。